# Národní park Abisko
Národní park Abisko (švédsky Abisko nationalpark) je národní park ve Švédsku. Park byl založen roku 1909 a rozkládá se na 7 700 hektarech, v oblasti Laponska, nedaleko švédsko-norských hranic, u obce Abisko, ve správě komuny Kiruna okolo stejnojmenného jezera.
Geograficky Abisko leží v švédské provincii Laponsko v blízkosti norských hranic (vzdálenost cca 37 km po železnici). Park začíná u břehu jezera Torneträsk jednoho z největších švédských jezer, u vesnice Abisko a pokračuje asi 15 kilometrů na jihozápad. Nachází se asi 195 km severně od severního polárního kruhu.
Park byl založen v roce 1909. V tomto roce byly ve Švédsku vytvořeny první zákony na ochranu přírody.
Národní park Abisko byl vyhlášen s cílem „zachovat oblast na severu Severských zemí s přírodou v původním stavu a jako zdroj vědeckého výzkumu“. Oblast je cílem velkého vědeckého zájmu, jak o tom svědčí Abiská vědecko-výzkumná stanice, která byla založena, aby studovala danou oblast. Dále byl národní park vyhlášen jako zamýšlená významná turistická atrakce.
Abisko je také domovem Abiské vědecko-výzkumné stanice, založené v roce 1903 u obce Abisko. Od roku 1935 stanice patří pod Královskou švédskou akademii věd. Slouží především pro výzkum životní prostředí, biologické a geologické oblasti. Má na místě několik laboratoří stejně jako venkovních stanic terénního výzkumu.

## Klima
Oblast Abiska má specifické klima. Je ovlivňováno velikým jezerem Torneträsk i blízkostí Atlantiku. Navíc oblast leží v dešťovém stínu hor na západě, takže je jedním z nejsušších míst Švédska.
Průměrná roční teplota je -1 °C. Nejteplejším měsícem je červenec s průměrnou teplotou +11 °C a nejchladnějším leden s -12 °C. Průměrné množství srážek činí 300 mm, což je zlomek proti množství srážek v okolních horách. V letních měsících je zde jeden z nejmenších úhrnů srážek v porovnání se zbytkem Švédska. V době od 27. května do 18. července lze z výše položených oblastí pozorovat půlnoční slunce.

## Cestovní ruch

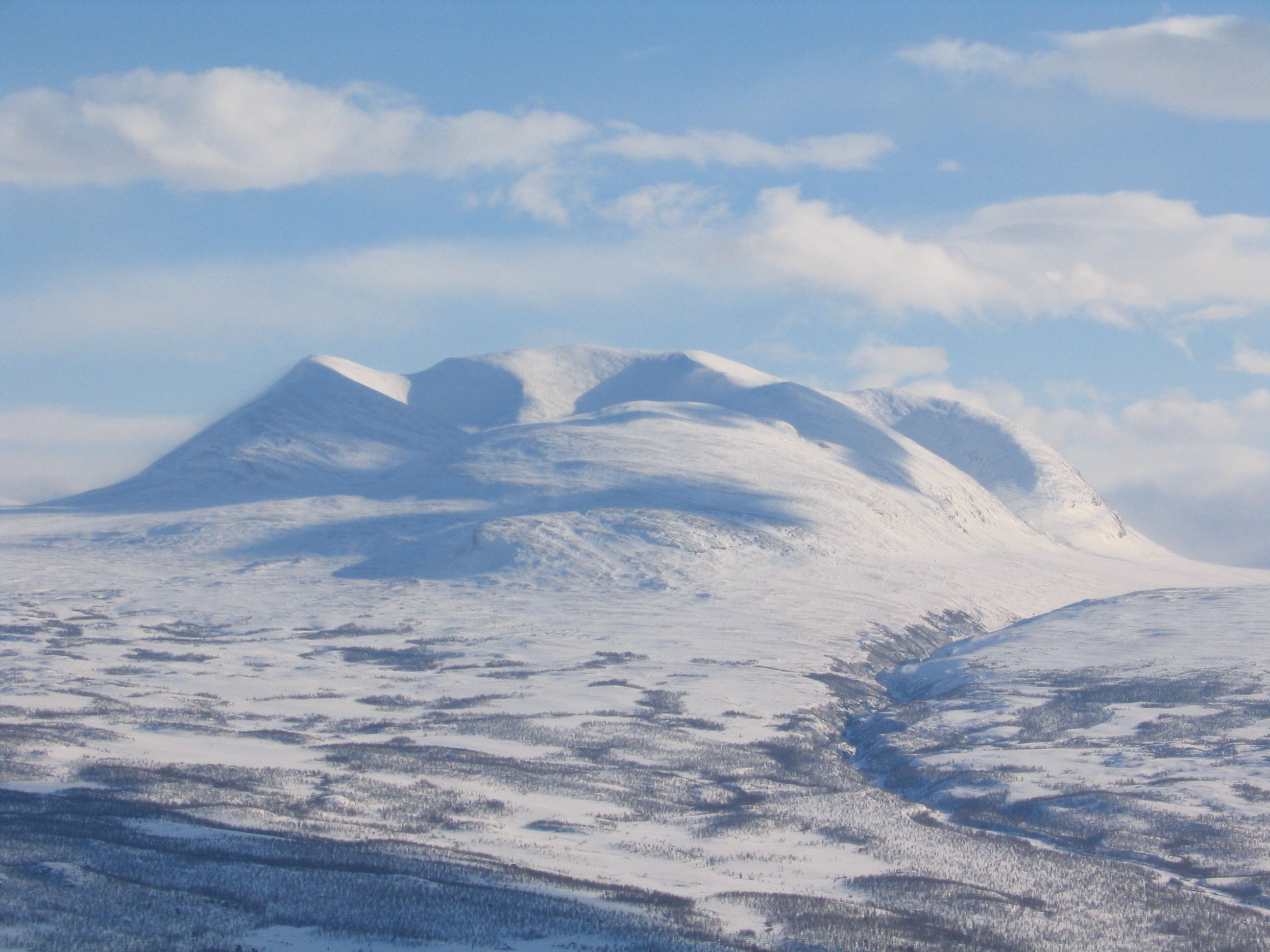
Národní park Abisko v zimě

425 km dlouhá naučná stezka Kungsleden, která vede přes Skandinávské pohoří, začíná (nebo končí) na Abisko Turiststation, které tvoří železniční stanice se stejným názvem a hostel Abisko (cca 2 km západně od samotné obce). Stezka prochází národním parkem. Síť skandinávských značených cest Nordkalottruta používá stezky v parku v rámci svého průchodu parkem. Luxusní hostel Abisko Turiststation, který provozuje švédská turistická asociace Svenska Turistföreningen (STF), ubytovává mnoha návštěvníků parku a poskytuje ubytování, jídlo a další vybavení. Je jedním z mnoha podobných zařízení umístěných v pravidelných vzdálenostech podél stezky Kungsleden. Národní park přitahuje příznivce běžeckého lyžování, výletů na sněžnicích a další zimní sportů. Díky jeho poloze 195 km severně od severního polárního kruhu turisté v létě pozorují půlnoční slunce, zatímco v zimě návštěvníci tu díky absenci světelného znečištění mají ideální podmínky pro pozorování polární záře.

## Doprava
Národní park je přístupný po železnici, leží na trati zvané Malmbanan (Boden - Narvik). Každý den jezdí vlaky společnosti SJ AB spojující Stockholm s norským městem Narvikem, které zastavují u obou konců obce Abisko (názvy těchto železničních stanic je  Abisko Östra [východ]) a Abisko Turiststation. Další regionální vlaky jezdí v úseku Kiruna-Narvik. Abisko je také dosažitelné autem po silnici E10, která spojuje od počátku osmdesátých let Kirunu a Narvik. K dalším místním formám dopravy patří pěší turistika a v zimě jízda na psích spřeženích. Sedačková lanovka poskytuje přístup k vrcholu nedaleké hory Nuolja (1164 m).

## Fauna
V parku žije mnoho druhů ptáků.
Ze menších savců parku jsou běžnou součástí fauny kuna, lasice, veverka, lumíci a podobné. Z větších zvířat jsou běžní los a sob (běžně se nachází losí trus a stopy), zatímco rosomák sibiřský, liška polární, rys a medvěd jsou vidět pouze sporadicky.